# L'amore è complicato
L'amore è complicato (Love's Complicated) è una commedia televisiva prodotta da Jerry Ciccoritti, trasmessa da Hallmark Channel il 9 gennaio 2016, negli USA. 

## Trama
Leah (interpretata da Holly Marie Combs) è una scrittrice che non pensa di avere un problema con i conflitti, ma ad onor del vero finisce sempre per evitarli. Proprio per questo motivo il suo fidanzato, Edward, decide di pagarle una sessione in un gruppo di ascolto che si occupa, per l'appunto, di aiutare ad affrontare e risolvere i conflitti. Alla fine Leah comprende che arginare gli ostacoli non può essere la soluzione, e capisce di dover cercare la vita e le persone che possano renderla felice.

## Personaggi ed interpreti[1]
- Leah - Holly Marie Combs
- Cinco - Ben Bass
- Dublin Senior - Corbin Bernsen
- Edward - Randal Edwards
- Kate - Amanda Brugel